# 日本のインターチェンジ一覧 た行
| あ行 | か行 | さ行 | た行 | な行 | は行 | ま行 | や-わ行 |

日本のインターチェンジ一覧 た行（にっぽんのインターチェンジいちらん たぎょう）は、日本の道路のインターチェンジ（IC）・ジャンクション（JCT）・都市高速道路などの出入口（ランプ）・本線料金所のうち、た行の文字で始まるものの一覧である。
読みを付け、同名・同表記のIC・JCTには道路名も付けた。

## た行

### た
- 大安インターチェンジ（だいあん）
- 大栄インターチェンジ（たいえい）
- 大栄ジャンクション（たいえい）
- 大栄東伯インターチェンジ（だいえいとうはく）
- 代官町出入口（だいかんちょう）
- 大樹インターチェンジ（たいき）
- 大紀本線料金所（たいき）
- 大黒ジャンクション（だいこく）
- 大黒ふ頭出入口（だいこくふとう）
- 太子インターチェンジ（たいし）
- 大師出入口（だいし）
- 大師ジャンクション（だいし）
- 大師本線料金所（だいし）
- 太子北ランプ（たいしきた）
- 太子東ランプ（たいしひがし）
- 太子上太田ジャンクション（たいしかみおおだ）
- 大正西出入口（たいしょうにし）
- 大正東出入口（たいしょうひがし）
- 大山インターチェンジ（だいせん）
- 大山高原スマートインターチェンジ（だいせんこうげんスマート）
- 大東鶴見インターチェンジ（だいとうつるみ）
- 第二京阪門真インターチェンジ（だいにけいはんかどま）
- 台場出入口（だいば）
- 大場・函南インターチェンジ（だいば・かんなみ）
- 大夫興野インターチェンジ（だいぶこうや）
- 大里出入口（だいり）
- 大和インターチェンジ（たいわ）
- 高石出入口（たかいし）
- 高石本線料金所（たかいし）
- 高井田出入口（たかいだ）
- 高井戸インターチェンジ（たかいど）
- 高井戸出入口（たかいど）
- 高岡インターチェンジ（たかおか）
- 高岡北インターチェンジ（たかおかきた）
- 高岡砺波スマートインターチェンジ（たかおかとなみスマート）
- 高尾山インターチェンジ（たかおさん）
- 高尾野インターチェンジ（たかおの：北薩横断道路）
- 高尾野北インターチェンジ（たかおのきた：南九州西回り自動車道）
- 喬木インターチェンジ（たかぎ）
- 高樹町出入口（たかぎちょう）
- 高崎インターチェンジ（たかさき）
- 高崎ジャンクション（たかさき）
- 高崎玉村スマートインターチェンジ（たかさきたまむら）
- 高砂北ランプ（たかさごきた）
- 高砂西ランプ（たかさごにし）
- 高島平出入口（たかしまだいら）
- 多賀城インターチェンジ（たがじょう）
- 高須インターチェンジ（たかす：国道2号松永道路・尾道バイパス）
- 高鷲インターチェンジ（たかす：東海北陸自動車道）
- 高田インターチェンジ (広島県)（たかた：中国自動車道）
- 高田インターチェンジ (福岡県)（たかた：有明海沿岸道路）
- 高田インターチェンジ (石川県)（たかだ：能越自動車道）
- 高田インターチェンジ (千葉東金道路)（たかだ：千葉東金道路）
- 高千穂インターチェンジ（たかちほ）
- 高津インターチェンジ（たかつ）
- 高槻ジャンクション・インターチェンジ（たかつき）
- 高辻出入口（たかつじ）
- 高鍋インターチェンジ（たかなべ）
- 高野インターチェンジ（たかの）
- 鷹巣インターチェンジ（たかのす）
- 高萩インターチェンジ（たかはぎ）
- 高針ジャンクション（たかばり）
- 高針出入口（たかばり）
- 高針料金所（たかばり）
- 高原インターチェンジ（たかはる）
- 高松インターチェンジ（たかまつ）
- 高松入口（たかまつ：首都高速道路5号池袋線）
- 高松檀紙インターチェンジ（たかまつだんし）
- 高松中央インターチェンジ（たかまつちゅうおう）
- 高松西インターチェンジ（たかまつにし）
- 高松東インターチェンジ（たかまつひがし）
- 高丸インターチェンジ（たかまる）
- 田上インターチェンジ（たがみ）
- 高屋ジャンクション（たかや）
- 高山インターチェンジ (新潟県)（たかやま：新潟西バイパス）
- 高山インターチェンジ (岐阜県)（たかやま：中部縦貫自動車道）
- 高山西インターチェンジ（たかやまにし）
- 宝町出入口（たからちょう）
- 宝塚インターチェンジ（たからづか）
- 宝塚北スマートインターチェンジ（たからづかきたスマート）
- 多気ヴィソンスマートインターチェンジ（たきヴィソンスマート）
- 滝川インターチェンジ（たきかわ）
- 滝沢インターチェンジ（たきざわ）
- 滝沢中央スマートインターチェンジ（たきざわちゅうおうスマート）
- 滝根インターチェンジ（たきね）
- 滝野川入口（たきのがわ）
- 滝野社インターチェンジ（たきのやしろ）
- 多久インターチェンジ（たく）
- 田口インターチェンジ（たぐち）
- 武石インターチェンジ（たけいし）
- 竹尾インターチェンジ（たけお）
- 武雄ジャンクション（たけお）
- 武雄北方インターチェンジ（たけおきたかた）
- 武雄南インターチェンジ（たけおみなみ）
- 武雄南本線料金所（たけおみなみ）
- 竹迫インターチェンジ（たけざこ）
- 竹田インターチェンジ（たけた）
- 武豊インターチェンジ（たけとよ）
- 竹橋ジャンクション（たけばし）
- 武生インターチェンジ（たけふ）
- 建部インターチェンジ（たけべ）
- 多古インターチェンジ（たこ）
- 太宰府インターチェンジ（だざいふ）
- たじはや本線料金所（たじはや）
- 多治見インターチェンジ（たじみ）
- 只越出入口（ただこし）
- 直津インターチェンジ（ただつ）
- 橘インターチェンジ（たちばな）
- 橘本線料金所（たちばな）
- 龍江インターチェンジ（たつえ）
- 龍野インターチェンジ（たつの）
- 龍野西インターチェンジ（たつのにし）
- 辰巳ジャンクション（たつみ）
- 田鶴浜インターチェンジ（たつるはま）
- 館出入口（たて）
- 伊達インターチェンジ（だて）
- 伊達桑折インターチェンジ（だてこおり）
- 伊達中央インターチェンジ（だてちゅうおう）
- 館林インターチェンジ（たてばやし）
- 立山インターチェンジ（たてやま）
- 田富西ランプ（たとみにし）
- 田富東ランプ（たとみひがし）
- 田辺インターチェンジ（たなべ）
- 田辺北インターチェンジ（たなべきた）
- 田辺西インターチェンジ（たなべにし）
- 谷町ジャンクション（たにまち）
- 谷山インターチェンジ（たにやま）
- 谷山本線料金所（たにやま）
- 種差海岸階上岳インターチェンジ（たねさしかいがんはしかみだけ）
- 田野インターチェンジ（たの）
- 田浦インターチェンジ（たのうら）
- 多の津出入口（たのつ）
- 田野畑北インターチェンジ（たのはたきた）
- 玉井インターチェンジ（たまい）
- 玉川インターチェンジ (福島県)（たまかわ：あぶくま高原道路）
- 玉川インターチェンジ (東京都)（たまがわ：第三京浜道路）
- 玉川料金所（たまがわ）
- 玉城インターチェンジ（たまき）
- 玉島インターチェンジ（たましま）
- 玉津インターチェンジ（たまつ）
- 玉出出入口（たまで）
- 玉穂中央ランプ（たまほちゅうおう）
- 玉穂西ランプ（たまほにし）
- 玉穂東ランプ（たまほひがし）
- 田村スマートインターチェンジ（たむらスマート）
- 多寄インターチェンジ（たよろ）仮称
- 垂水インターチェンジ（たるみ）
- 垂水ジャンクション（たるみ）
- 田老北インターチェンジ（たろうきた）
- 田老真崎海岸インターチェンジ（たろうまさきかいがん）
- 田老南インターチェンジ（たろうみなみ）
- 田原本インターチェンジ（たわらもと）
- 俵山北インターチェンジ（たわらやまきた）
- 談合坂スマートインターチェンジ（だんごうざかスマート）
- 丹南篠山口インターチェンジ（たんなんささやまぐち）
- 丹波インターチェンジ（たんば）

### ち
- 智恵文インターチェンジ（ちえぶん）
- 智恵文南入口（ちえぶんみなみ）
- 茅ヶ崎ジャンクション（ちがさき）
- 茅ヶ崎海岸インターチェンジ（ちがさきかいがん）
- 茅ヶ崎中央インターチェンジ（ちがさきちゅうおう）
- 茅ヶ崎西インターチェンジ（ちがさきにし）
- 力石インターチェンジ（ちからいし）
- 筑後小郡インターチェンジ（ちくごおごおり）
- 筑紫野インターチェンジ（ちくしの）
- 筑穂インターチェンジ（ちくほ）
- 竹矢インターチェンジ（ちくや）
- 知十インターチェンジ（ちじゅう）
- 秩父小柱インターチェンジ（ちちぶおばしら）
- 智頭インターチェンジ（ちづ）
- 築港出入口（ちっこう）
- 秩父別インターチェンジ（ちっぷべつ）
- 智頭南インターチェンジ（ちづみなみ）
- 千歳インターチェンジ (北海道)（ちとせ：道央自動車道）
- 千歳インターチェンジ (大分県)（ちとせ：中九州横断道路（犬飼千歳道路・千歳大野道路）
- 千歳恵庭ジャンクション（ちとせえにわ）
- 千歳東インターチェンジ（ちとせひがし）
- 千鳥町出入口（ちどりちょう）
- 千鳥橋ジャンクション（ちどりばし）
- 茅野山インターチェンジ（ちのやま）
- 千葉北インターチェンジ（ちばきた）
- 千葉西本線料金所（ちばにし）
- 千葉東インターチェンジ（ちばひがし）
- 千葉東ジャンクション（ちばひがし）
- 中央ジャンクション（ちゃうおう）
- 茶臼山インターチェンジ（ちゃうすやま）
- 中国池田インターチェンジ（ちゅうごくいけだ）
- 中国吹田インターチェンジ（ちゅうごくすいた）
- 中国豊中インターチェンジ（ちゅうごくとよなか）
- 中山インターチェンジ (鹿児島県)（ちゅうざん：指宿スカイライン）
- 中地ランプ（ちゅうじ）
- 忠類インターチェンジ（ちゅうるい）
- 忠類大樹インターチェンジ（ちゅうるいたいき）
- 千代インターチェンジ (三遠南信自動車道)（ちよ）
- 千代出入口（ちよ）
- 長者原スマートインターチェンジ（ちょうじゃはら）
- 調布インターチェンジ（ちょうふ）
- 千代川インターチェンジ（ちよかわ）
- 千代田インターチェンジ（ちよだ）
- 千代田ジャンクション（ちよだ）
- 千代田石岡インターチェンジ（ちよだいしおか）
- 知覧インターチェンジ（ちらん）
- 千里浜インターチェンジ（ちりはま）

### つ
- 津インターチェンジ（つ）
- 築城インターチェンジ（ついき）
- 都賀インターチェンジ（つが）
- 都賀西方スマートインターチェンジ（つがにしかたスマート）
- 塚本出入口（つかもと）
- つがる柏インターチェンジ（つがるかしわ）
- 津川インターチェンジ（つがわ）
- 月ケ瀬インターチェンジ（つきがせ）
- 月隈ジャンクション（つきぐま）
- 月隈出入口（つきぐま）
- 築地口インターチェンジ（つきじぐち）
- 築館インターチェンジ（つきだて）
- 調川インターチェンジ（つきのかわ）
- 月見山出入口（つきみやま）
- 月夜野インターチェンジ（つきよの）
- つくばジャンクション（つくば）
- つくば牛久インターチェンジ（つくばうしく）
- つくば中央インターチェンジ（つくばちゅうおう）
- 津久見インターチェンジ（つくみ）
- 津島岩松インターチェンジ（つしまいわまつ）
- 津島高田インターチェンジ（つしまたかた）
- 辻町インターチェンジ（つじまち）
- 津島南インターチェンジ（つしまみなみ）
- 津田インターチェンジ（つだ）
- 津田寒川インターチェンジ（つださんがわ）
- 津田東インターチェンジ（つだひがし）
- 土浦北インターチェンジ（つちうらきた）
- 都筑インターチェンジ（つづき）
- 堤出入口（つつみ）
- 堤通出入口（つつみどおり）
- つづら川出入口（つづらかわ）
- 津名一宮インターチェンジ（つないちのみや）
- 津奈木インターチェンジ（つなぎ）
- 都農インターチェンジ（つの）
- 妻崎開作インターチェンジ（つまざきがいさく）
- 津守出入口（つもり）
- 津山インターチェンジ（つやま）
- 都留インターチェンジ（つる）
- 鶴岡インターチェンジ（つるおか）
- 鶴岡本線料金所（つるおか）
- 鶴岡ジャンクション（つるおか）
- 鶴岡ジャンクション料金所（つるおかジャンクション）
- 鶴岡西インターチェンジ（つるおかにし）
- 敦賀インターチェンジ（つるが）
- 敦賀ジャンクション（つるが）
- 鶴ヶ島インターチェンジ（つるがしま）
- 鶴ヶ島ジャンクション（つるがしま）
- 鶴舞南ジャンクション（つるまいみなみ）
- 鶴町インターチェンジ（つるまち）
- 鶴海インターチェンジ（つるみ）

### て
- 手稲インターチェンジ（ていね）
- 出入橋出口（でいりばし）
- 出島出入口 (広島県)（でじま：広島高速3号線）
- 出島出入口 (大阪府)（でじま：阪神高速道路4号湾岸線）
- 寺インターチェンジ（てら）
- 寺本インターチェンジ（てらもと）
- 鉄砲出入口（てっぽう）
- 天現寺出入口（てんげんじ）
- 天神インターチェンジ（てんじん）
- 天神北出入口（てんじんきた）
- 天童インターチェンジ（てんどう）
- 天童本線料金所（てんどう）
- 天応本線料金所（てんのう）
- 天王寺出口（てんのうじ）
- 天応西インターチェンジ（てんのうにし）
- 天応東インターチェンジ（てんのうひがし）
- 天保山ジャンクション（てんぽうざん）
- 天保山出入口（てんぽうざん）
- 天理インターチェンジ（てんり）
- 天理本線料金所（てんり）
- 天理東インターチェンジ（てんりひがし）
- 天龍峡インターチェンジ（てんりゅうきょう）

### と
- 土居インターチェンジ（どい）
- 東員インターチェンジ（とういん）
- 東栄インターチェンジ（とうえい）
- 東海インターチェンジ（とうかい）
- 東海ジャンクション (東京都)（とうかい：首都高速道路）
- 東海ジャンクション (愛知県)（とうかい：伊勢湾岸自動車道・名古屋高速道路4号東海線）
- 東海新宝出入口（とうかいしんぽう）
- 東海スマートインターチェンジ（とうかいスマート）
- 東金インターチェンジ（とうがね）
- 東京インターチェンジ（とうきょう）
- 東京料金所（とうきょう）
- 堂島入口（どうじま）
- 東城インターチェンジ（とうじょう）
- 東新町入口（とうしんちょう）
- 東新町出口（とうしんちょう）
- 道頓堀出口（どうとんぼり）
- 東部湯の丸インターチェンジ（とうぶゆのまる）
- 東北インターチェンジ（とうほく）
- 東名ジャンクション（とうめい）
- 東名川崎インターチェンジ（とうめいかわさき）
- 東名三好インターチェンジ（とうめいみよし）
- 東予丹原インターチェンジ（とうよたんばら）
- 東和インターチェンジ（とうわ）
- 遠阪ランプ（とおざか）
- 遠田インターチェンジ（とおだ）
- 遠野インターチェンジ（とおの）
- 遠野住田インターチェンジ（とおのすみた）
- 十勝清水インターチェンジ（とかちしみず）
- 土岐インターチェンジ（とき）
- 土岐ジャンクション（とき）
- 時広ランプ（ときひろ）
- 土岐南多治見インターチェンジ（ときみなみたじみ）
- 利屋インターチェンジ（とぎや）
- 常盤台インターチェンジ（ときわだい）
- 常盤橋出入口（ときわばし）
- 徳島インターチェンジ（とくしま）
- 徳島ジャンクション（とくしま）
- 徳島本線料金所（とくしま）
- 徳島沖洲インターチェンジ（とくしまおきのす）
- 徳島津田インターチェンジ（とくしまつだ）
- 徳次郎インターチェンジ（とくじら）
- 徳田インターチェンジ（とくだ）
- 徳田大津インターチェンジ（とくだおおつ）
- 徳田大津ジャンクション（とくだおおつ）
- 徳地インターチェンジ（とくぢ）
- 徳永交差点出入口（とくなが）
- 徳益インターチェンジ（とくます）
- 徳光スマートインターチェンジ（とくみつスマート）
- 徳山西インターチェンジ（とくやまにし）
- 徳山東インターチェンジ（とくやまひがし）
- 戸河内インターチェンジ（とごうち）
- 戸越出入口（とごし）
- 常滑インターチェンジ（とこなめ）
- 所沢インターチェンジ（ところざわ）
- 土佐インターチェンジ（とさ）
- 土佐PAスマートインターチェンジ（とさパーキングエリアスマート）
- 土佐堀出口（とさぼり）
- 土沢インターチェンジ（とざわ）
- 鳥栖インターチェンジ（とす）
- 鳥栖ジャンクション（とす）
- 戸田出入口（とだ）
- 戸田西インターチェンジ（とだにし）
- 戸田東インターチェンジ（とだひがし）
- 戸田南出入口（とだみなみ）
- 栃木インターチェンジ（とちぎ）
- 栃木都賀ジャンクション（とちぎつが）
- 戸塚インターチェンジ（とつか）
- 戸塚終点（とつか）
- 戸塚料金所（とつか）
- 鳥取インターチェンジ（とっとり）
- 鳥取西インターチェンジ（とっとりにし）
- 鳥取南インターチェンジ（とっとりみなみ）
- 砺波インターチェンジ（となみ）
- 土成インターチェンジ（どなり）
- 殿町出入口（とのまち）
- 鳥羽インターチェンジ（とば）
- 土橋入口（どばし）
- 戸畑出入口（とばた）
- 鳥羽南・白木インターチェンジ（とばみなみしらき）
- 飛島インターチェンジ（とびしま）
- 飛島ジャンクション（とびしま）
- 飛島北インターチェンジ（とびしまきた）
- 砥堀ランプ（とほり）
- 苫小牧中央インターチェンジ（とまこまいちゅうおう）
- 苫小牧西インターチェンジ（とまこまいにし）
- 苫小牧東インターチェンジ（とまこまいひがし）
- 苫小牧東ジャンクション（とまこまいひがし）
- 苫小牧東本線料金所（とまこまいひがし）
- 戸町インターチェンジ（とまち）
- 苫東中央インターチェンジ（とまとうちゅうおう）
- トマムインターチェンジ
- 泊東郷インターチェンジ（とまりとうごう）
- 富浦インターチェンジ（とみうら）
- 富雄インターチェンジ（とみお）
- 富岡インターチェンジ（とみおか）
- 富加関インターチェンジ（とみかせき）
- 富ヶ谷出入口（とみがや）
- 豊見城インターチェンジ（とみぐすく）
- 豊見城・名嘉地インターチェンジ（とみぐすく・なかち）
- 富里インターチェンジ（とみさと）
- 富沢インターチェンジ（とみざわ）
- 富田インターチェンジ（とみだ）
- 富野出入口（とみの）
- 富谷インターチェンジ（とみや）
- 富谷ジャンクション（とみや）
- 登米インターチェンジ（とめ）
- 登米東和インターチェンジ（とめとうわ）
- 友生インターチェンジ（ともの）
- 友部インターチェンジ（ともべ）
- 友部ジャンクション（ともべ）
- 友部SAスマートインターチェンジ（ともべさーびすえりあスマート）
- 富山インターチェンジ（とやま）
- 富山西インターチェンジ（とやまにし）
- 豊明インターチェンジ（とよあけ）
- 豊浦インターチェンジ（とようら）
- 豊丘インターチェンジ（とよおか）
- 豊丘本線料金所（とよおか）
- 豊川インターチェンジ（とよかわ）
- 豊栄インターチェンジ（とよさか）
- 豊栄スマートインターチェンジ（とよさかスマート）
- 豊栄新潟東港インターチェンジ（とよさかにいがたひがしこう）
- 豊洲出入口（とよす）
- 豊田インターチェンジ（とよた）
- 豊田ジャンクション（とよた）
- 豊田飯山インターチェンジ（とよたいいやま）
- 豊田上郷スマートインターチェンジ（とよたかみごうスマート）
- 豊田勘八インターチェンジ（とよたかんぱち）
- 豊田東インターチェンジ（とよたひがし）
- 豊田東ジャンクション（とよたひがし）
- 豊田藤岡インターチェンジ（とよたふじおか）
- 豊田松平インターチェンジ（とよたまつだいら）
- 豊田南インターチェンジ（とよたみなみ）
- 豊富ランプ（とよとみ）
- 豊富北インターチェンジ（とよとみきた）
- 豊富サロベツインターチェンジ（とよとみさろべつ）
- 豊富幌加インターチェンジ（とよとみほろか）
- 豊中インターチェンジ（とよなか）
- 豊中北出入口（とよなかきた）
- 豊中南出入口（とよなかみなみ）
- 豊似インターチェンジ（とよに）
- 豊橋本線料金所（とよはし）
- 豊山北出入口（とよやまきた）
- 豊山南出入口（とよやまみなみ）
- 鳥浜町本線料金所（とりはまちょう）
- 鳥見町出入口（とりみちょう）
- 十和田インターチェンジ（とわだ）